# Linaria (рід птахів)
Linaria — рід горобцеподібних птахів родини в'юркових (Fringillidae). Представники цього роду мешкають в Євразії і Африці. Раніше їх відносили до роду Щиглик (Carduelis), однак за результатами молекулярно-генетичного дослідження 2012 року вони були переведені до відновленого роду Linaria.

## Види
Виділяють чотири види:
- Чечітка гірська (Linaria flavirostris)
- Коноплянка (Linaria cannabina)
- Чечітка єменська (Linaria yemenensis)
- Чечітка сомалійська (Linaria johannis)